# ワーク・ライフ・バランスの日
ワーク・ライフ・バランスの日（ワーク・ライフ・バランスのひ）とは、日本で、働き方と暮らし方双方の改革を図り、調和のとれた生活の実現を図る運動を展開するための記念日。

## 概要
2006年（平成18年）8月1日に公益財団法人日本生産性本部によって提唱された。毎年11月23日。勤労感謝の日に「勤労」に感謝するだけでなく、仕事以外の生活の重みも改めて認識して全体としてバランスのとれた生活を送ることが重要であると認識するためにこの日に設定された。
民間の立場から安心して子供を産み育てられるよう、子育て支援を積極的に進めるとともに、企業の活力維持、生産性の維持・向上の観点から少子化の流れを変えるための「ワーク・ライフ・バランス社会」展開を推進するための活動の一環。